# Oxford (Mississippi)
Oxford is een plaats (city) in de Amerikaanse staat Mississippi, en valt bestuurlijk gezien onder Lafayette County.

## Demografie
Bij de volkstelling in 2000 werd het aantal inwoners vastgesteld op 11.756.
In 2006 is het aantal inwoners door het United States Census Bureau geschat op 14.051, een stijging van 2295 (19,5%).

## Geografie
Volgens het United States Census Bureau beslaat de plaats een oppervlakte van 25,8 km², geheel bestaande uit land.

## Plaatsen in de nabije omgeving
De onderstaande figuur toont nabijgelegen plaatsen in een straal van 36 km rond Oxford.